# Morten han var litten og fæit
Morten han var litten og fæit is een compositie van Christian Sinding. Het komt niet vaak voor de op de lijst van diens werken, want het gaat om een van de jeugdcomposities over Morten. Het lied is niet vleiend, Morten was klein en dik (aldus het lied) en kon geen vriendinnetje krijgen. Saillant detail is dat het werkje werd teruggevonden in de privécollectie van Augusta Smith-Petersen (18 maart 1858-22 oktober 1936). Zij trouwde in 1881 met Fredrik George Gade en werd in 1898 mevrouw Sinding. Haar broer (en ook vader) heette Morten (Smith-Petersen).